# Tüskés csiga
A tüskés csiga (Acanthinula aculeata) Közép- és Dél-Európában elterjedt kis méretű, szárazföldi csigafaj.

## Megjelenése
A csiga háza mindössze 2 mm magas és 2–3 mm széles, 4 jól elkülönülő kanyarulatból áll. Alakja gömbölyded, csúcsa lekerekített. Egész felületén bordaszerű kiemelkedések találhatóak, amelyek az utolsó kanyarulaton különösen kifejezettek és annak szélén túlnyúló, tüskeszerű nyúlványokat alkotnak. Színe sötétbarnától szaruszínűig változik. Az állat háta és tapogatói szürkék, talpa és lába széle fehéresek. 

## Elterjedése és életmódja
Közép- és Dél-Európában gyakori, de elterjedése területe északon Dél-Skandináviáig, délen Észak-Afrikáig, keleten Közép-Oroszországig és a Kaukázusig, nyugaton pedig a Brit-szigetekig terjed. Angliai populációi valamennyire visszaszorultak élőhelyének csökkenése miatt. Liechtensteinben 1900 m-ig (1200 m fölött már ritka), Bulgáriában 1500 m magasságig találták meg. Magyarországon a hegyvidéki erdőkben fordul elő.
A tüskés csiga a lombhullató erdőket, bozótosokat preferálja, ahol az avarban és a kidőlt fatörzsek alatt lehet megtalálni. Kedveli a meszes talajt, savas környezetben tüskéi törékennyé válnak és letöredeznek.
Magyarországon nem védett.